# Canadá en los Juegos Paralímpicos de Sochi 2014
Canadá estuvo representado en los Juegos Paralímpicos de Sochi 2014 por un total de 49 deportistas, 37 hombres y 12 mujeres.

## Medallistas
El equipo paralímpico canadiense obtuvo las siguientes medallas:
| Nombre | Deporte                    | Evento                                        |
| --- | -------------------------- | --------------------------------------------- |
| Oro |                            |                                               |
| Ina Forrest Sonja Gaudet Jim Armstrong Mark Ideson Dennis Thiessen | Curling en silla de ruedas | Torneo mixto                                  |
| Mac Marcoux | Esquí alpino               | Eslalon gigante discapacidad visual masculino |
| Josh Dueck | Esquí alpino               | Supercombinada sentado masculino              |
| Brian McKeever | Esquí de fondo             | 1 km velocidad discapacidad visual masculino  |
| Brian McKeever | Esquí de fondo             | 10 km discapacidad visual masculino           |
| Brian McKeever | Esquí de fondo             | 20 km discapacidad visual masculino           |
| Chris Klebl | Esquí de fondo             | 10 km sentado masculino                       |
| Plata |                            |                                               |
| Mark Arendz | Biatlón                    | 7 km de pie masculino                         |
| Josh Dueck | Esquí alpino               | Descenso sentado masculino                    |
| Bronce |                            |                                               |
| Mark Arendz | Biatlón                    | 12,5 km de pie masculino                      |
| Kimberly Joines | Esquí alpino               | Eslalon sentado femenino                      |
| Mac Marcoux | Esquí alpino               | Descenso discapacidad visual masculino        |
| Mac Marcoux | Esquí alpino               | Supergigante discapacidad visual masculino    |
| Chris Williamson | Esquí alpino               | Eslalon discapacidad visual masculino         |
| Caleb Brousseau | Esquí alpino               | Supergigante sentado masculino                |
| Steve Arsenault Bradley Bowden Billy Bridges Ben Delaney Adam Dixon Marc Dorion Anthony Gale James Gemmell Dominic Larocque Karl Ludwig Tyler McGregor Graeme Murray Kevin Rempel Benoit St-Amand Corbin Watson Greg Westlake Derek Whitson | Hockey sobre hielo         | Torneo mixto                                  |